# Dakkai örmény templom
A dakkai örmény templom (A Szent Feltámadás temploma, örmény nyelven: Սուրբ Հարություն եկեղեցի) a bangladesi főváros egyik 18. századi építészeti emléke.

## Története
Nincs róla pontos adat, hogy az első örmények mikor érkeztek meg Dakkába, de valószínűleg valamikor a 17. század elején, nem sokkal az után, hogy I. Abbász perzsa sah meghódította Örményországot, és mintegy 40 000 örmény kereskedőt Perzsiába telepített át. Ezen események után ugyanis számos örmény közösség jelent meg és telepedett le a térség különböző pontjain. Ezt a feltételezést erősíti az is, hogy mivel Dakka akkor a Mogul Birodalomhoz tartozott, így a hivatalos nyelv itt is a perzsa volt. Miután az örmények letelepedtek Dakkában, főként jutával, selyemmel és bőrrel kereskedtek, valamint közvetítőként léptek fel a helyi és az európai kereskedők között. Ez a tevékenység jelentős haszonnal járt, így a közösség elegendő vagyonra tett szert ahhoz is, hogy 1781-ben felépítsenek egy keresztény templomot, a Szent Feltámadás templomát.
Az 1980-as évekre szinte a teljes örmény közösség elhagyta a bengáli fővárost, ennek következtében az épület állapota is romlani kezdett. A templom utolsó örmény gondnoka Michael Joseph Martin volt, aki 1986-ban vette át ezt a feladatot. Mint később elmondta: ekkor a templom már szeméttel volt elborítva, a következő időkben pedig több helyi lakos ellenséges viselkedésével kellett megküzdenie: voltak, akik vudubabákat aggattak a környező fákra vagy valamit a templom előtt égettek. De Martin segítségével mindezek ellenére a templomot felújították. A gondnok azonban 2014-ben agyi érkatasztrófát szenvedett, elhagyta Dakkát, Kanadába költözött, majd 2020-ban elhunyt. Ezek után egykori segítője, egy helyi hindu hívő, Sankar Gos vette át az épület felügyeletét, őt pedig külföldi örmények támogatják a Los Angeles-i üzletember, Armen Arslanian vezetésével.

## Leírás
A 23 méter hosszúságú, sárgára és fehérre festett templom Dakkának az örmény közösségről elnevezett Ármánitola nevű városrészében található, lakótelepi házakkal körülvéve. Az épület meglehetősen kicsi: a központi terem mindössze 80 férőhelyes, illetve az emeleti erkélyen (ahova egy fából készült csigalépcsőn lehet feljutni) további 20–30 személynek van helye. Az erkélyről két keskeny nyílás vezet át a tetőre. A templom egyik belső falát egy, az utolsó vacsorát ábrázoló festmény díszíti. Az épülethez egy kis, csendes kert is tartozik, amely kedvelt találkozási hely a környékbeli fiatalok számára.
A területet, ahol ma a templom állt, korábban temetőnek használták az örmények. A templom körül még ma is láthatóak régi, örmény feliratos sírkövek, közülük a legrégebbi 1714-ből származik, a legújabb pedig 2005-ből: ez az utolsó gondnok Veronica nevű feleségének sírja. Egy másik síremlék azért jellegzetes, mert egy koponya és keresztbe tett csontok vannak a kőbe vésve, ezzel jelezve, hogy az itt eltemetett személyt 1783-ban kalózok ölték meg.
Ma már nem tartanak rendszeresen miséket a templomban, de nagyobb ünnepekkor, például húsvétkor és karácsonykor kivándorolt örmény keresztények térnek haza Dakkába, és gyűlnek össze ortodox vagy katolikus misére a templomban.

## Képek

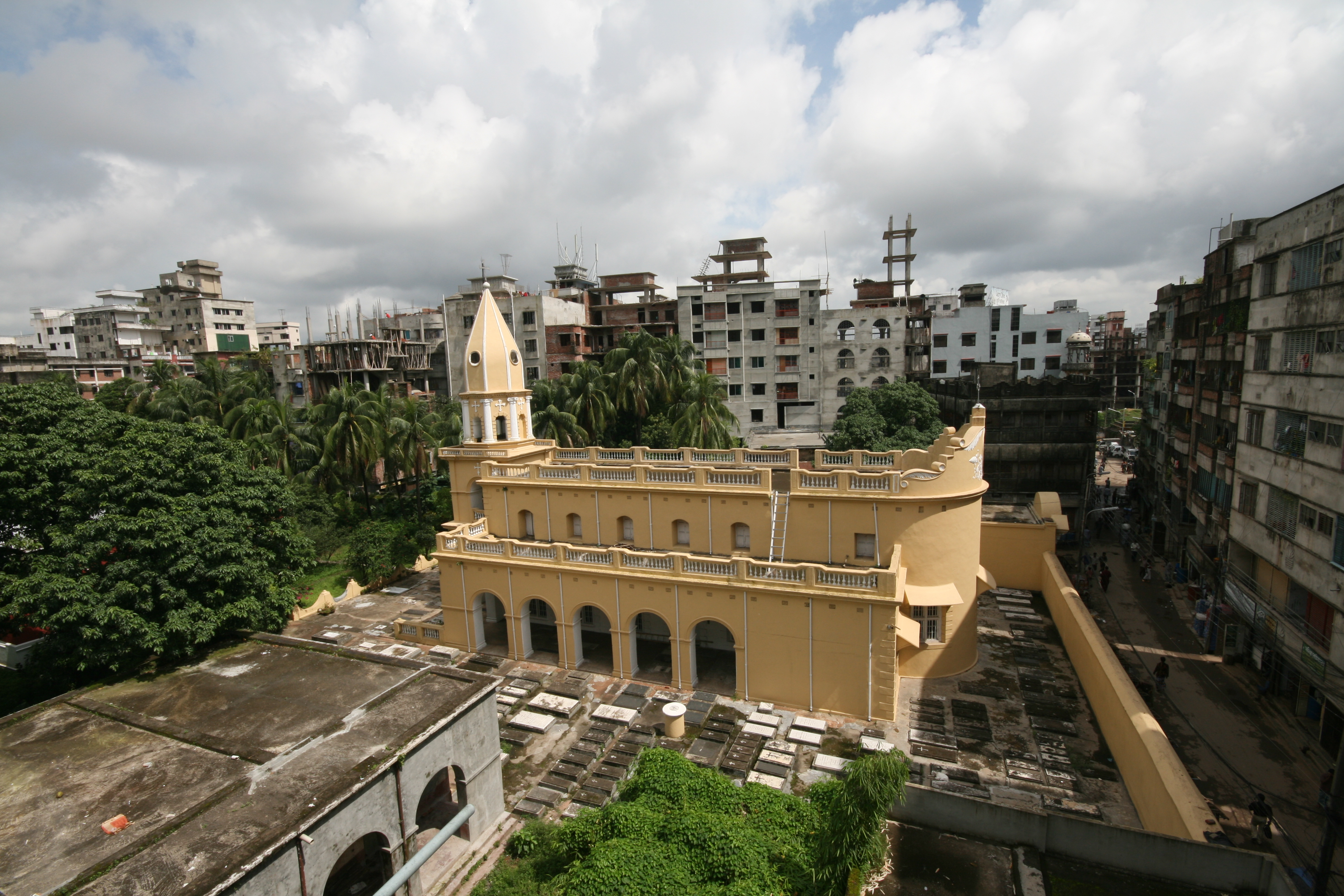
A templom és környezete
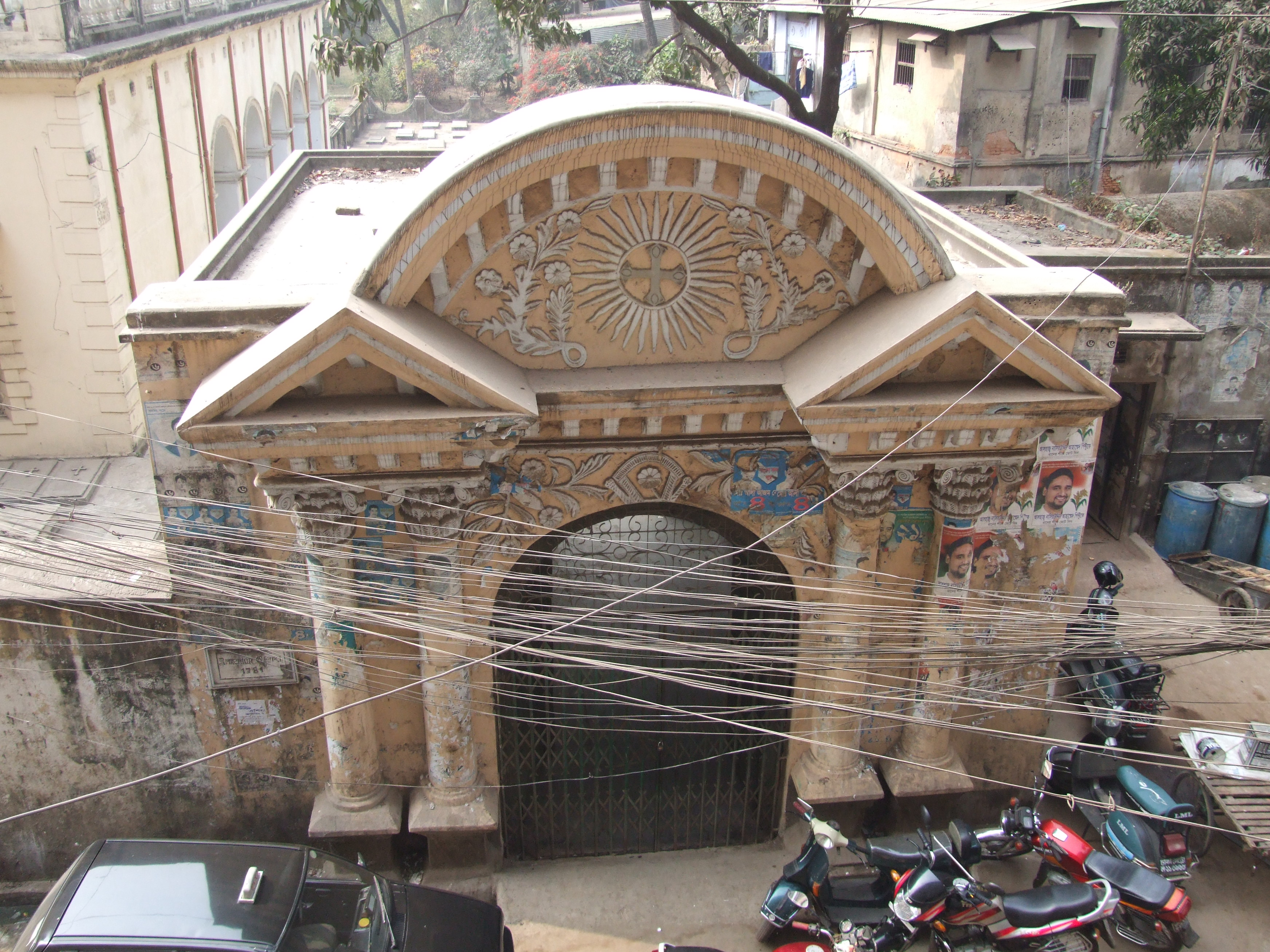
Bejárati kapu
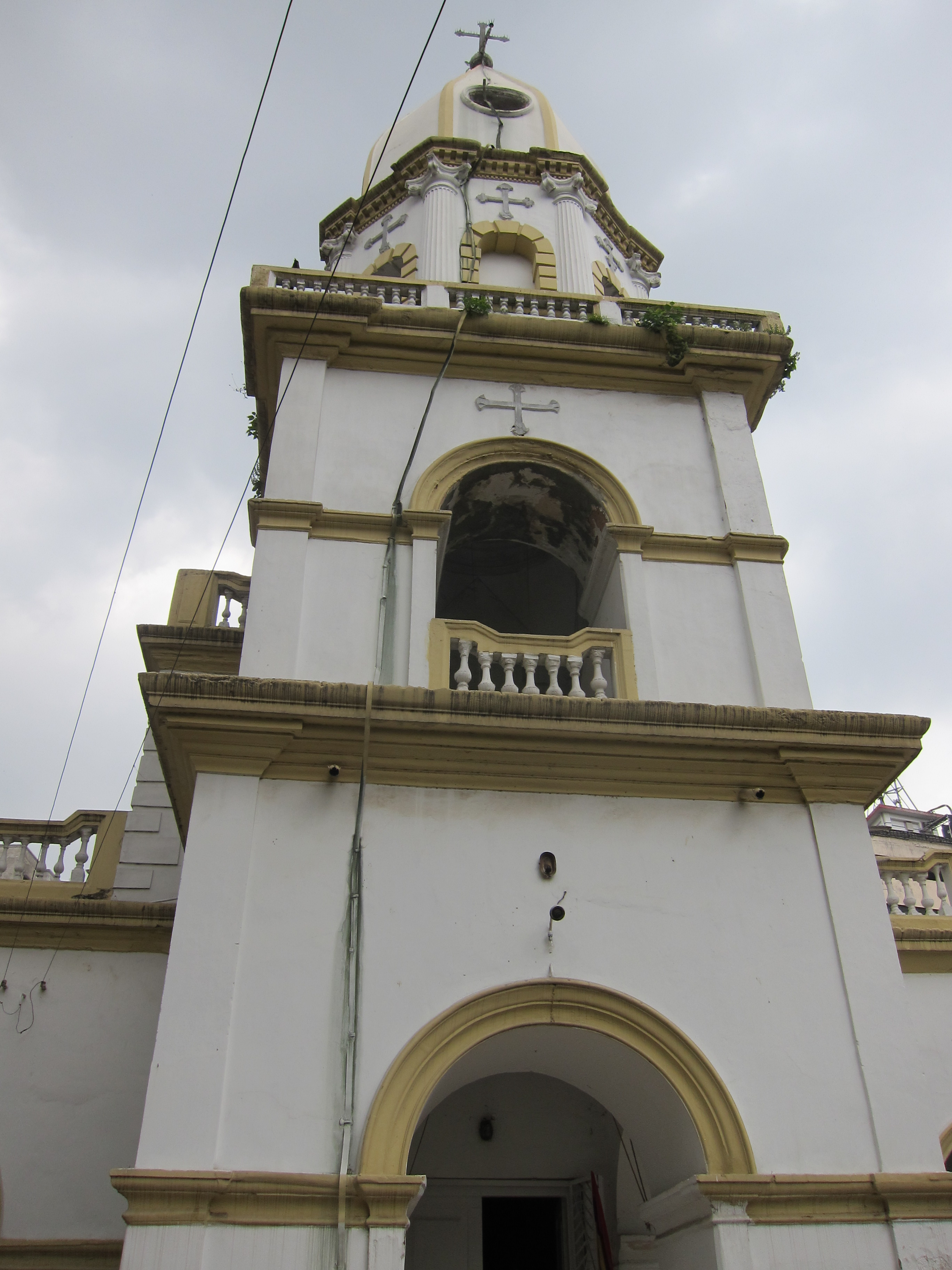
A templom tornya
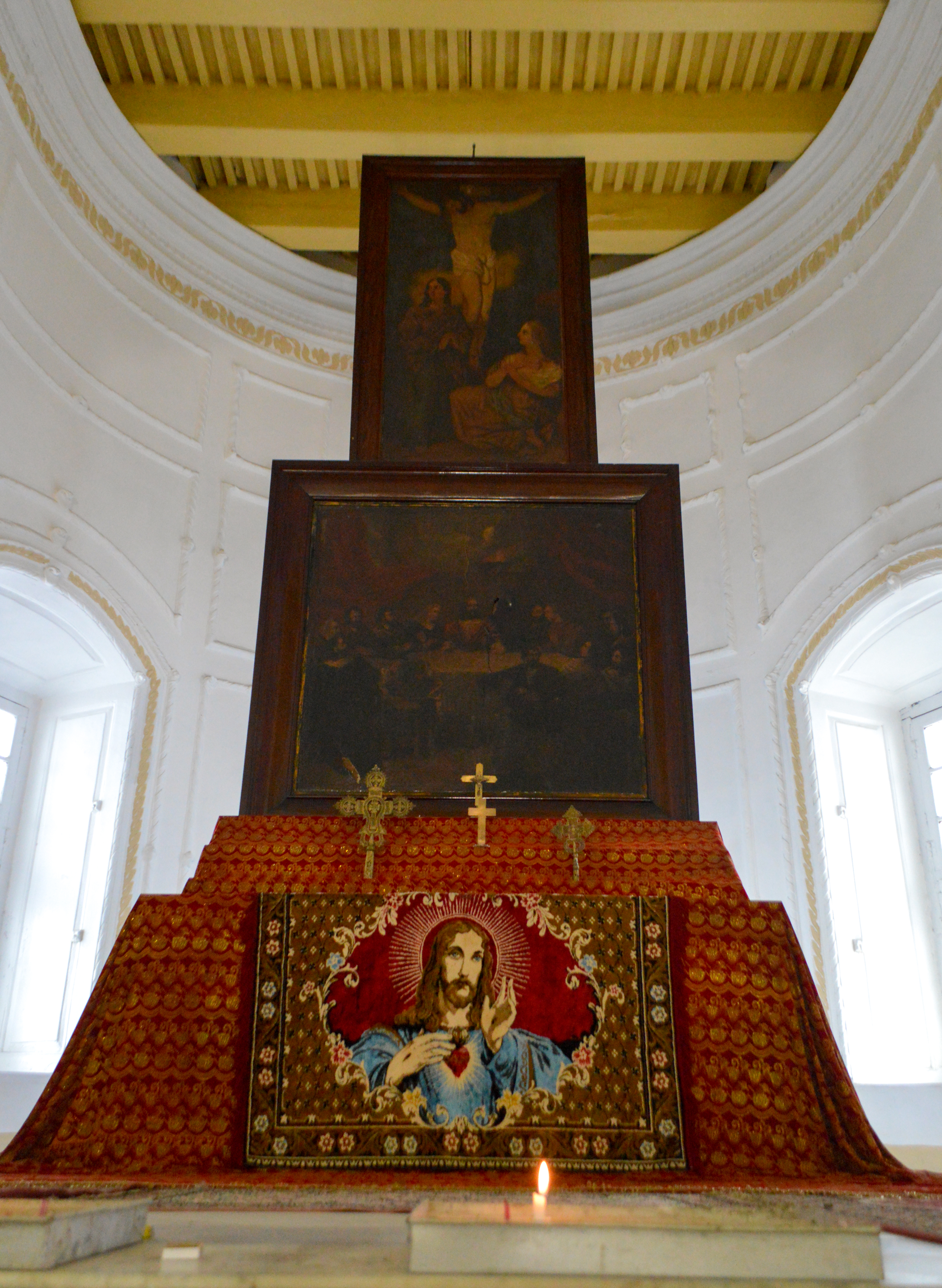
Oltár